# Muzeul Național al Unirii

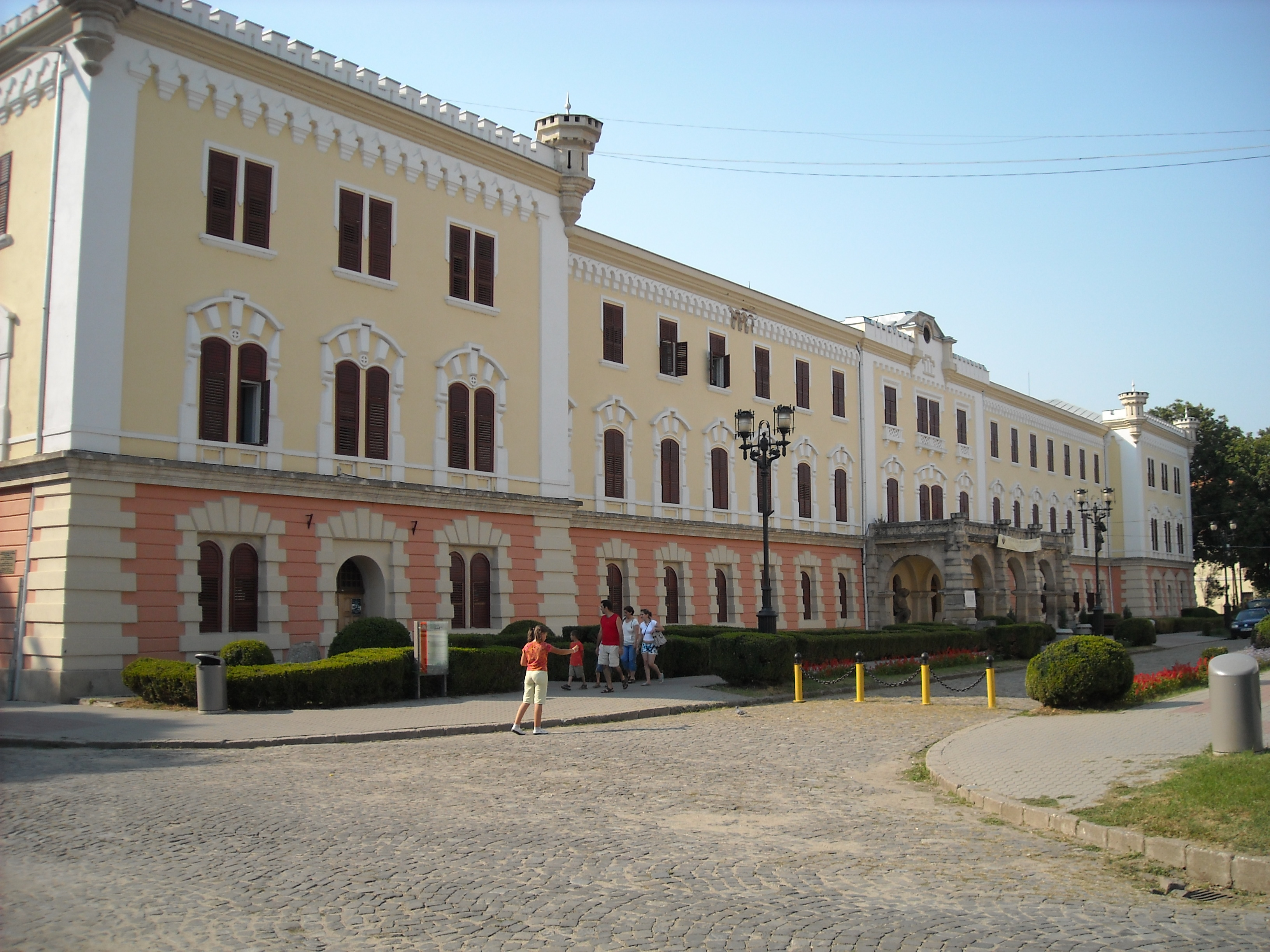
Muzeul Național al Unirii in der Clădirea „Babilon“ (2009)

Das Muzeul Național al Unirii (deutsch: Nationalmuseum der Union) ist eines der größten und bedeutendsten historischen und archäologischen Museen Rumäniens. Es befindet sich in Alba Iulia (Kreis Alba) in der Region Siebenbürgen, wo es in der Clădirea „Babilon“ (Babylon-Haus) gegenüber der Sala Unirii (Unionshalle) untergebracht ist. Seine Bestände belaufen sich auf über 200.000 Artefakte, seine Bibliothek umfasst mehr als 90.000 Titel. Jährlich werden vom Museum die wissenschaftlichen Publikationen Apvlvm und Biblioteca Musei Apulensis herausgegeben.

## Geschichte und heutiges Gebäude

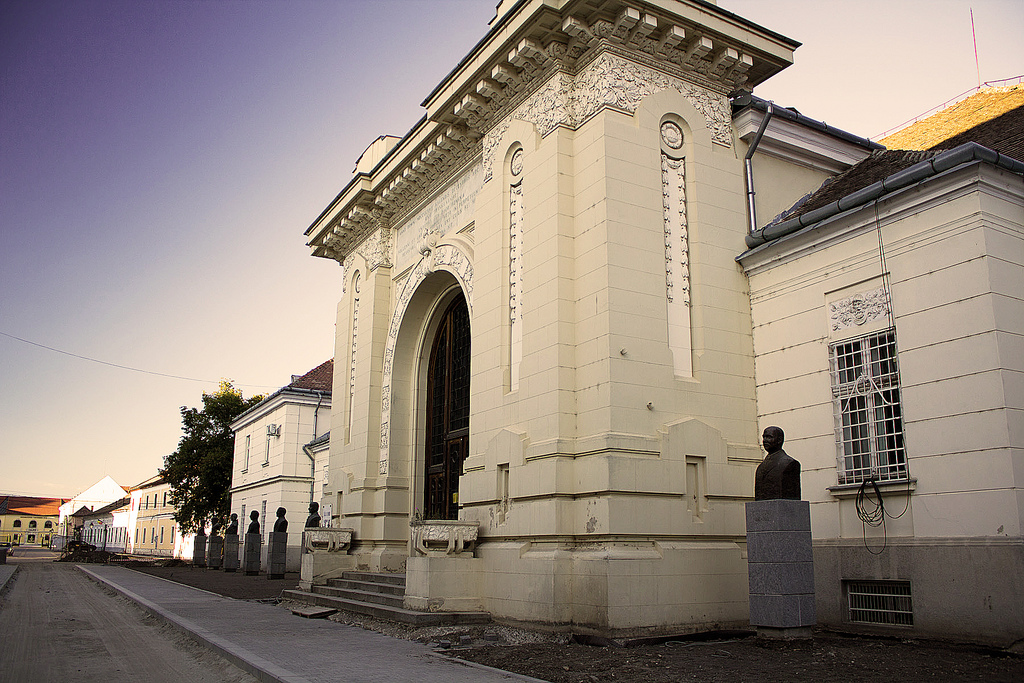
Sala Unirii (2009)

1886 gründete der Anwalt, Journalist, Schriftsteller, Archäologe und Historiker Zsigmond Reiner (1862–1907) gemeinsam mit Béla Cserni, der erst Verwalter und später Direktor des Museums werden sollte, und anderen im damaligen Karlsburg einen historischen, archäologischen und naturwissenschaftlichen Verein, dessen Intention darin bestand, ein entsprechendes Museum in der Stadt zu gründen. Die Idee wurde bereits 1887 in bescheidenem Rahmen in einem Zimmer in Reiners Privathaus umgesetzt. Mit der Unterstützung von Ferenc Novák, dem damaligen Bürgermeister, konnte das Museum schon 1888 ins Gebäude eines vormaligen Kindergartens umziehen. Noch im selben Jahr publizierte Cserni den ersten Ausstellungskatalog. 1928 wurde das Museum wegen administrativer und betriebswirtschaftlicher Schwierigkeiten des Vereins unter die Schirmherrschaft der ASTRA gestellt und in einen Flügel der Dreifaltigkeitskathedrale umgesiedelt, wo 1929 die Wiedereröffnung erfolgte. Erstmals wurde es zu diesem Zeitpunkt Muzeu al Unirii genannt. Unter der Leitung von Ion Berciu (1904–1986) in seiner ersten Amtszeit (1938–1949) ging das Museum unter dem Namen Muzeul Regional Alba Iulia (Regionalmuseum Alba Iulia) an den rumänischen Staat über. 1968 zog das Museum (wieder unter dem Namen Muzeu al Unirii) in die bis heute genutzten Gebäude an der Strada Mihai Viteazul um und wurde 1992 schließlich zum Nationalmuseum Muzeul Național al Unirii, das direkt dem Kulturministerium unterstellt ist.

Zsigmond Reiner, Initiator und Mäzen des Museums (vor 1893)
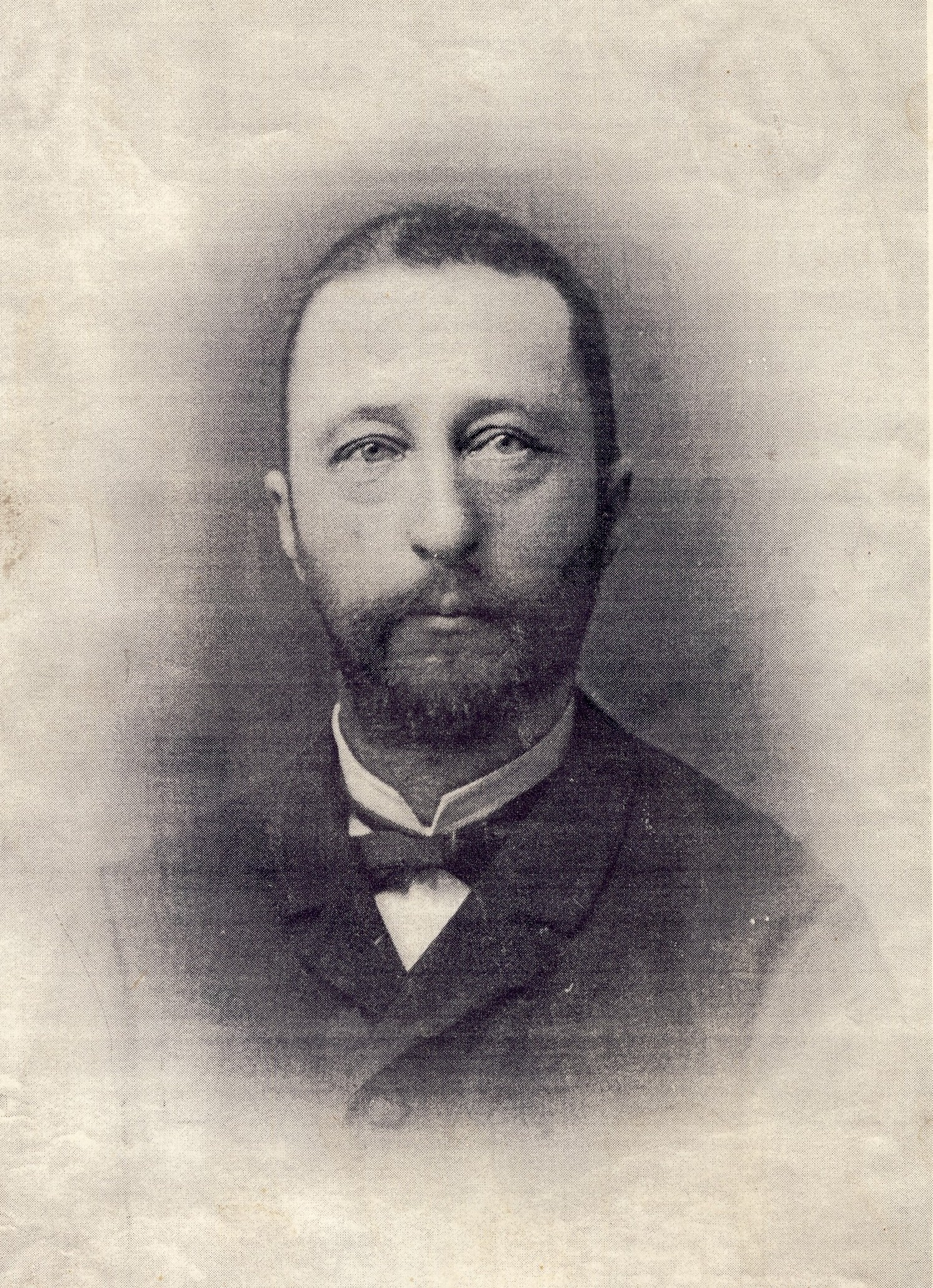
Béla Cserni, erster Verwalter und späterer Direktor des Museums (um 1870)
Museum im Gebäude eines vormaligen Kindergartens (1896)

Das heutige Gebäude wurde zwischen 1851 und 1853 im Architekturstil der Romantik für die Armee errichtet. Die damals mehr als 100 Räume dienten als Appartements für Offiziere. Die Umgestaltung zu musealen Zwecken erfolgte erst 1967/1968. Bei der gegenüberliegenden Unionshalle (erbaut zwischen 1898 und 1900) handelt es sich um das ehemalige Casino des Heeres, in dem am 1. Dezember 1918 die Delegierten Siebenbürgens, des Banats und des Komitats Máramaros für die Vereinigung mit Rumänien votierten. Sie ist ebenfalls Bestandteil des Museums.

## Ausstellung

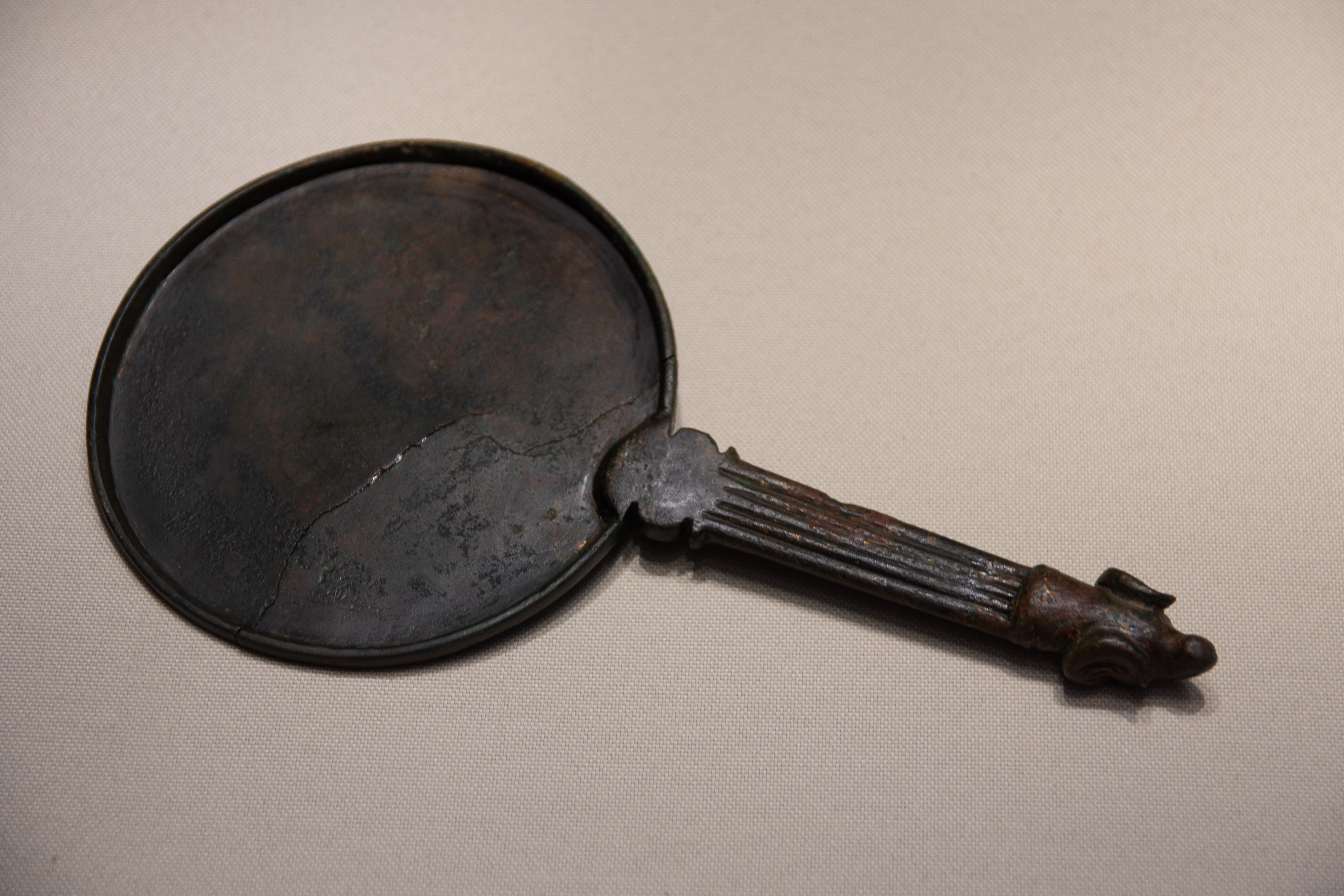
Bronzespiegel skythische Grabbeigabe (7. bis 5. Jh. v. u. Z.) FO: Sâncrai
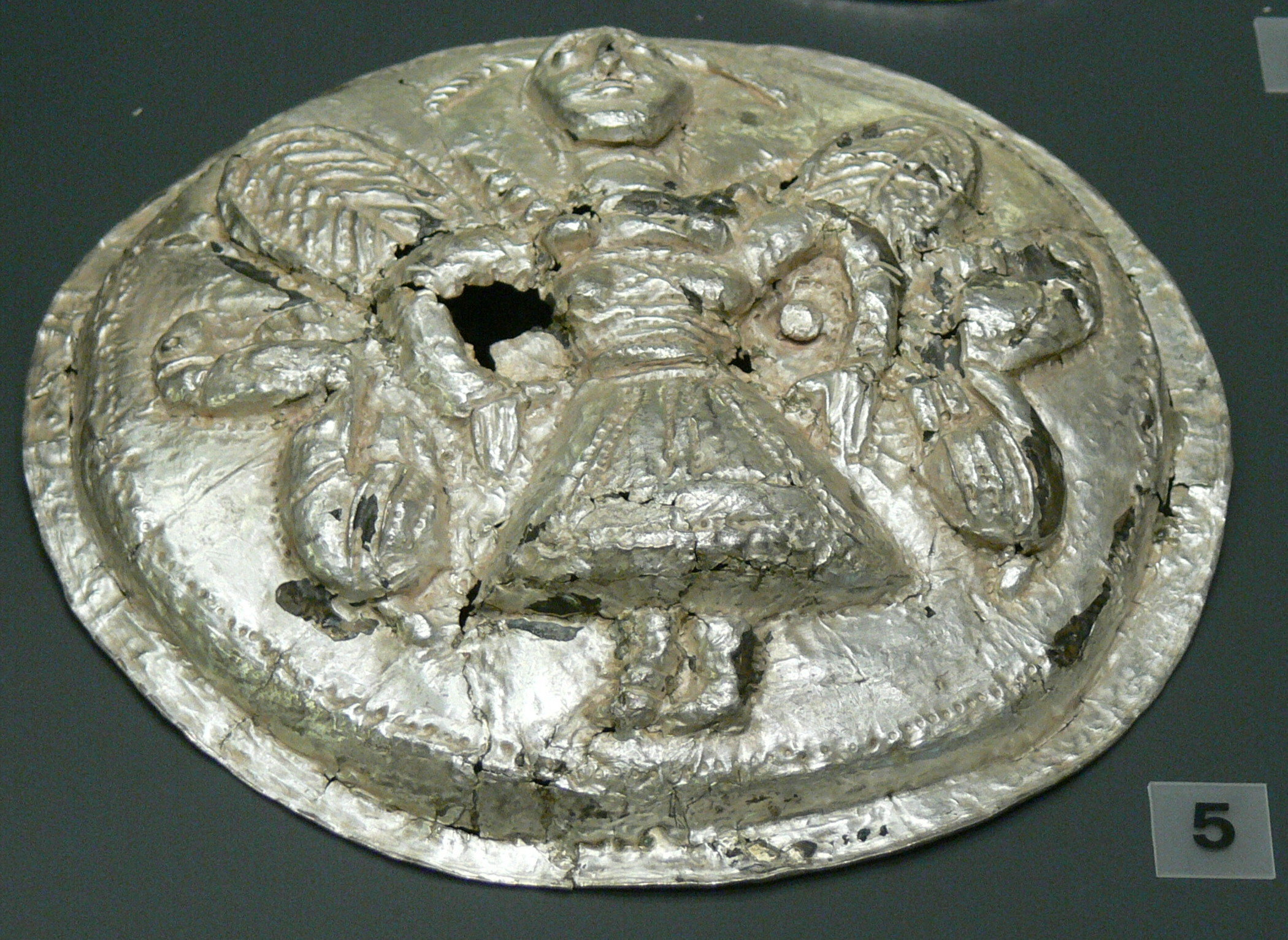
Silberphalera dakischer Hortfund (1. Jh. v. u. Z.) FO: Cergău
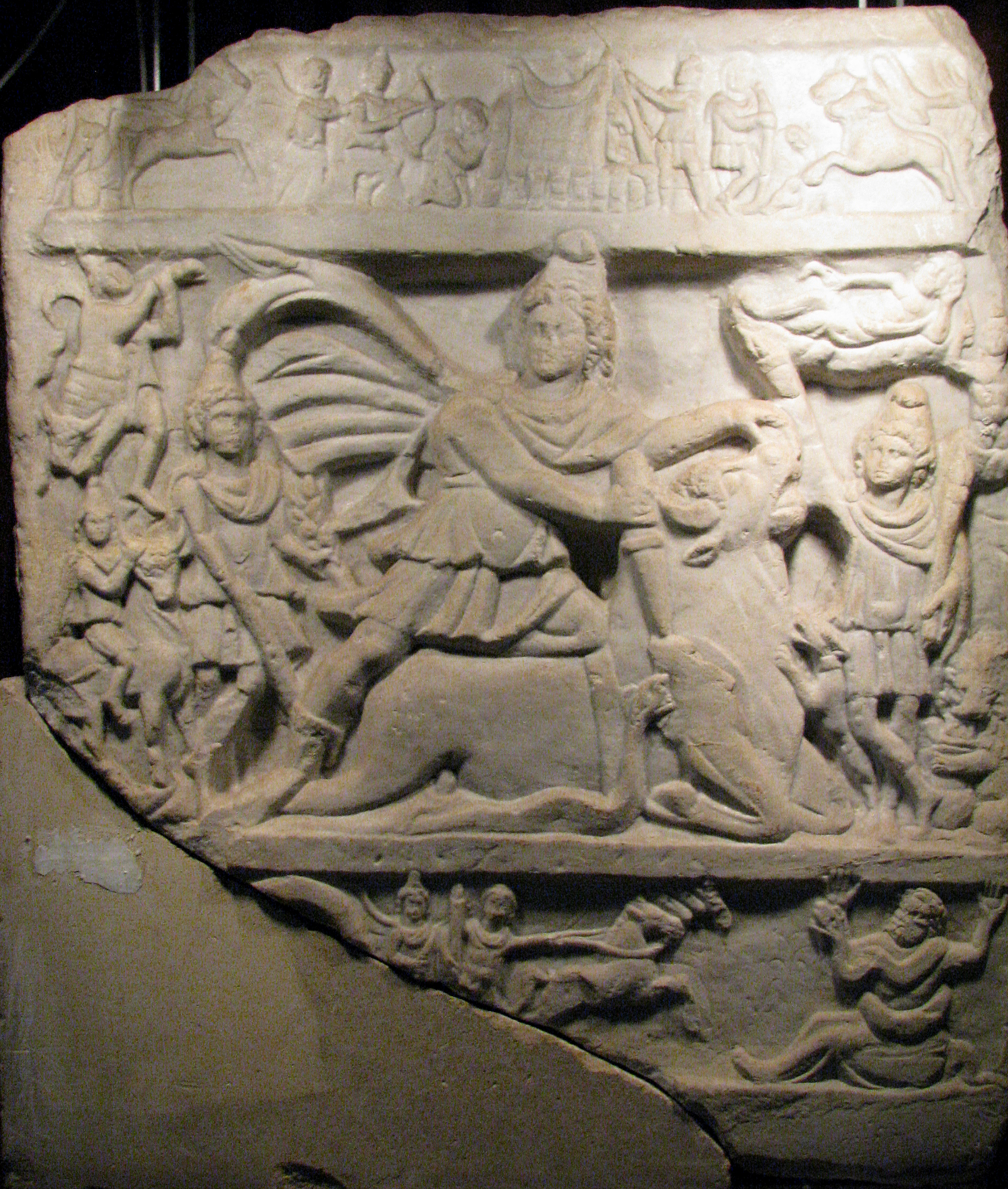
Tauroktonie römisches Marmorrelief (2. oder 3. Jh.) FO: Alba Iulia
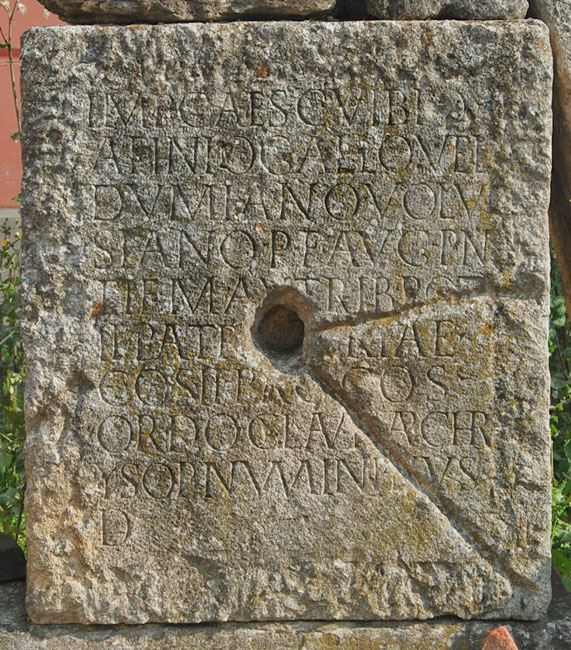
Weiheinschrift für Volusianus (252) FO: Colonia Aurelia Apulensis

Das Museum verfügt heute über einen Bestand von mehr als 200.000 Objekten, die in einer ständigen Ausstellung präsentiert werden. Die Gestaltung dieser Ausstellung folgt im Wesentlichen einer Konzeption aus dem Jahr 1975. Gemäß seines nationalen Anspruchs, dabei aber naturgemäß stark regional geprägt, gliedert sich das Museum in folgende Ausstellungsbereiche:
- Prähistorische Archäologie:
Steinwerkzeuge des Paläolithikums, Keramik, Werkzeuge und Waffen des Neolithikums, der Bronzezeit und der Eisenzeit.
- Archäologie Dakiens:
Keramik, Skulpturen, Werkzeuge und Waffen aus Bronze und Eisen, Schmuck aus Gold und Silber von den dakischen Festungen Piatra Craivii, Singidava bei Cugir[10] und Căpâlna.[11]
- Römische Archäologie:
Skulpturen, epigraphische Zeugnisse, Schmuckgegenstände, glyptische Artefakte, Münzen, Keramikgefäße, Öllampen, Eisenwerkzeuge und -waffen aus dem Legionslager Apulum und seinen städtischen Zentren sowie ihren Gräberfeldern. Ein Lapidarium ist ausgelagert[12] und befindet sich im Freien zusammen mit den in einem Schutzbau liegenden,[13] konservierten Grundmauern der Principia[14] des Legionslagers auf der Piața Cetății (Burgplatz) hinter der Unionshalle.[15]
- Mittelalterliche Archäologie und Geschichte:
Keramik, Schmuck sowie Gold-, Silber- und Bronzegegenstände des frühen Mittelalters aus dem Stadtgebiet Alba Iulias, aus der Siedlung und der Nekropole Blandiana[16] und Ghirbom. Hochmittelalterliche Keramik sowie spätmittelalterliche Waffen und Siegel des regionalen Adels und der Stadt.
- Geschichte der Neuzeit:
Stadtmodelle; Dokumente, Fotos und Gedenkobjekte, Zeitschriften und Bücher, die im Zusammenhang mit der Revolution von 1848 und der Union vom 1. Dezember 1918 stehen.
- Sammlungen zur Ethnographie und Volkskunst:
Stoffe und Bekleidung, Keramik, Ikonen auf Holz und Glas, Metall- und Holzobjekte.
- Numismatische Sammlung:
Münzen aus antiker und mittelalterlicher Zeit, sowie aus der Neuzeit und der Moderne.[1][7]

- Bronzespiegel
skythische Grabbeigabe
(7. bis 5. Jh. v. u. Z.)
FO: Sâncrai
- Silberphalera
dakischer Hortfund
(1. Jh. v. u. Z.)
FO: Cergău
- Tauroktonie
römisches Marmorrelief
(2. oder 3. Jh.)
FO: Alba Iulia
- Weiheinschrift für Volusianus (252)
FO: Colonia Aurelia Apulensis

## Bibliothek und Publikationen
Die Museumsbibliothek begann 1887 mit einem Bestand von rund 1000 Bänden und zählt heute über 90.000 Titel. Hinzu kommt ein Archiv mit lokalen und überregionalen Zeitungen seit 1922. Insbesondere in der zweiten Amtszeit des Direktors Ion Berciu (1958/1959–1976) wurden dessen internationale Kontakte genutzt, um einen Schriftentausch mit anderen Fachbibliotheken zu initiieren. Inzwischen besteht ein intensiver Publikationstausch mit Institutionen aus rund 50 Ländern in Europa, Asien und Nordamerika.
Berciu war es auch, der bereits in seiner ersten Amtszeit (1938–1949) die Fachzeitschrift Apvlvm. Acta Musei Apulensis begründete, die 1942 erstmals erschien und seit 1967 regelmäßig als Jahrbuch veröffentlicht wird. Seit 1994 erscheint als zweites Jahrbuch die Biblioteca Musei Apulensis.